# 葉柏祥
葉柏祥（1959年－2020年10月18日），筆名費邊社，台灣前記者、台灣獨立運動人士，嘉義縣人，世界新聞專科學校、長榮大學台灣研究所畢業，擔任《大學雜誌》主編、《台灣時報》記者、《台灣時報》採訪組副主任及撰述委員、《亞洲週刊》資深特派員、《台灣日報》撰述委員、《台灣日報》政治中心主任、《台灣日報》副總編輯、《台灣日報》副總主筆、《台灣日報》總主筆、《美麗島新聞網》總主筆、《玉山周報》副總編輯、《玉山周報》總編輯、望春風出版社總編輯。在《台灣日報》期間負責撰寫社論，同時以費邊社名義撰述【觀察站】專欄。另外曾經在章松根（章天軍）與鄭愉生（阿生）主持的廣播政論節目《台灣人俱樂部》及廣播名嘴林明正主持的廣播政論節目《台灣心情》中，開闢「費邊社時間」單元評論政治。自1984年開始投入新聞工作，歷經台灣民主化發展的關鍵時刻，在第一線觀察與採訪，成了時代的見證人。自詡為永遠的媒體人，戮力捍衛台灣本土主體意識，傳播自由正義事實與觀點，為書寫時代興衰洪流而鞠躬盡瘁。
2013年9月23日，葉柏祥向臺北市政府登記成立費邊社文創，並且自己擔任總編輯。費邊社文創成立時總部設於臺北市松山區八德路二段437巷7弄2號。
2020年10月18日，葉柏祥因心肌梗塞過世。

## 事件及其他
- 2021年4月，中央廣播電臺爆發詐領節目來賓車馬費案，央廣台語導播李菁披露，央廣個人領款收據曾經出現葉柏祥上節目《潮台灣》領取車馬費新臺幣一千元，但葉柏祥從未上過《潮台灣》[3]。

## 作品節選
- 《翁大銘前傳－今世胡雪巖》（謝無忌名義），月旦出版社1992年12月出版，ISBN 957-696-023-1
- 《黃信介前傳－民進黨的永遠大老》，月旦出版社1994年6月出版，ISBN 957-696-125-4
- 《台灣廟公 連戰傳奇》，希望出版社1996年2月出版，ISBN 9579243034
- 《台灣未來熱門行業—大眾傳播業》，永汀文化1996年5月出版，ISBN 9579923914
- 《陳水扁有沒有罪？—喜歡和討厭阿扁的102個理由》（費邊社名義），草根出版公司2009年4月出版，ISBN 9789574161638
- 《牛頭馬面要把台灣帶往哪裡去？—罷免馬英九的111個理由》（費邊社名義），草根出版公司2009年4月出版，ISBN 9789574161645
- 《民進黨為什麼失去政權？—解開本土政權不保的迷惑》（費邊社名義），草根出版公司2009年5月出版，ISBN 9789574162086
- 《「他，馬的」要把台灣搞成什麼樣子？—推翻中國黨的111個理由》（費邊社名義），草根出版公司2009年5月出版，ISBN 978-9574162093
- 《手術刀行動與新潮流—台灣人，你怎能不生氣？》（費邊社名義），草根出版公司2009年5月出版，ISBN 978-986-6656-30-9
- 《2012民進黨為什麼拿不回政權？—20問民進黨》（費邊社名義），自版，2012年4月出版，ISBN 978-986-6656-51-4
- 《台灣特刊No.1 素人政治與柯語錄》（費邊社名義），費邊社文創2013年11月出版，ISBN 9789869005326
- 《台灣特刊No.2 政治馬戲團與馬語錄》，費邊社文創2013年12月出版，ISBN 9789869005333
- 《太陽花學生教我們的事：24堂街頭上的民主課》，費邊社文創2014年6月出版，ISBN 9789869005371
- 《婉君嗡嗡嗡Vol.01 慈濟的60道陰影》（主編），費邊社文創2015年5月出版，ISBN 9789869121835
- 《婉君嗡嗡嗡Vol.02 柯P大戰惡魔黨》（主編），費邊社文創2015年6月出版，ISBN 9789869121842
- 《婉君嗡嗡嗡Vol.03 反黑箱課綱ING：這個夏天，我們的戰鬥》（主編），費邊社文創2015年7月出版，ISBN 9789869121859
- 《婉君嗡嗡嗡Vol.04 哀悼林冠華紀念特刊：新生代扛起革命大旗》（主編），費邊社文創2015年8月出版，ISBN 9789869121866
- 《婉君嗡嗡嗡Vol.05 幹！「國民黨不倒，台灣不會好」》，費邊社文創2015年9月出版，ISBN 9789869121897
- 《台灣特刊No.3 政治老兵與宋語錄：「天道酬勤：臺灣最骨力的歐吉桑」》，費邊社文創2015年10月出版，ISBN 9789869237307
- 《婉君嗡嗡嗡Vol.06 小英的故事：蔡英文的翻轉人生攻略》，費邊社文創2015年11月出版，ISBN 9789869237314
- 《婉君嗡嗡嗡Vol.07 朱立倫的危機解密－人生大翻轉？政治大豪賭？》，費邊社文創2015年11月出版，ISBN 9789869237338
- 《台灣第一女總統與小英語錄：《小英的故事》續集》（主編），費邊社文創2016年4月出版，ISBN 9789869237345
- 《台灣司法迫害血淚史：十個黨國司法體制寃案寫真》（主編），費邊社文創2016年5月出版，ISBN 9789869237369
- 《挺扁文存與義士臉譜：現在是還給陳水扁公道的時候！》（主編），費邊社文創2017年1月出版，ISBN 9789869237390
- 《李登輝人生攻略書：一本讀懂李登輝實踐哲學與體制內改革路線》，費邊社文創2020年9月出版，ISBN 9789869689724

## 外部連結
- 葉柏祥的Facebook專頁
- 葉柏祥的Plurk專頁